# تل سمند (غرمسار كرمان)
تل سمند (بالفارسية: تل سمند) هي منطقة سكنية تقع في إيران في قسم مردهك الریفي. يقدر عدد سكانها بـ 87 نسمة بحسب إحصاء 2016.